# Batog

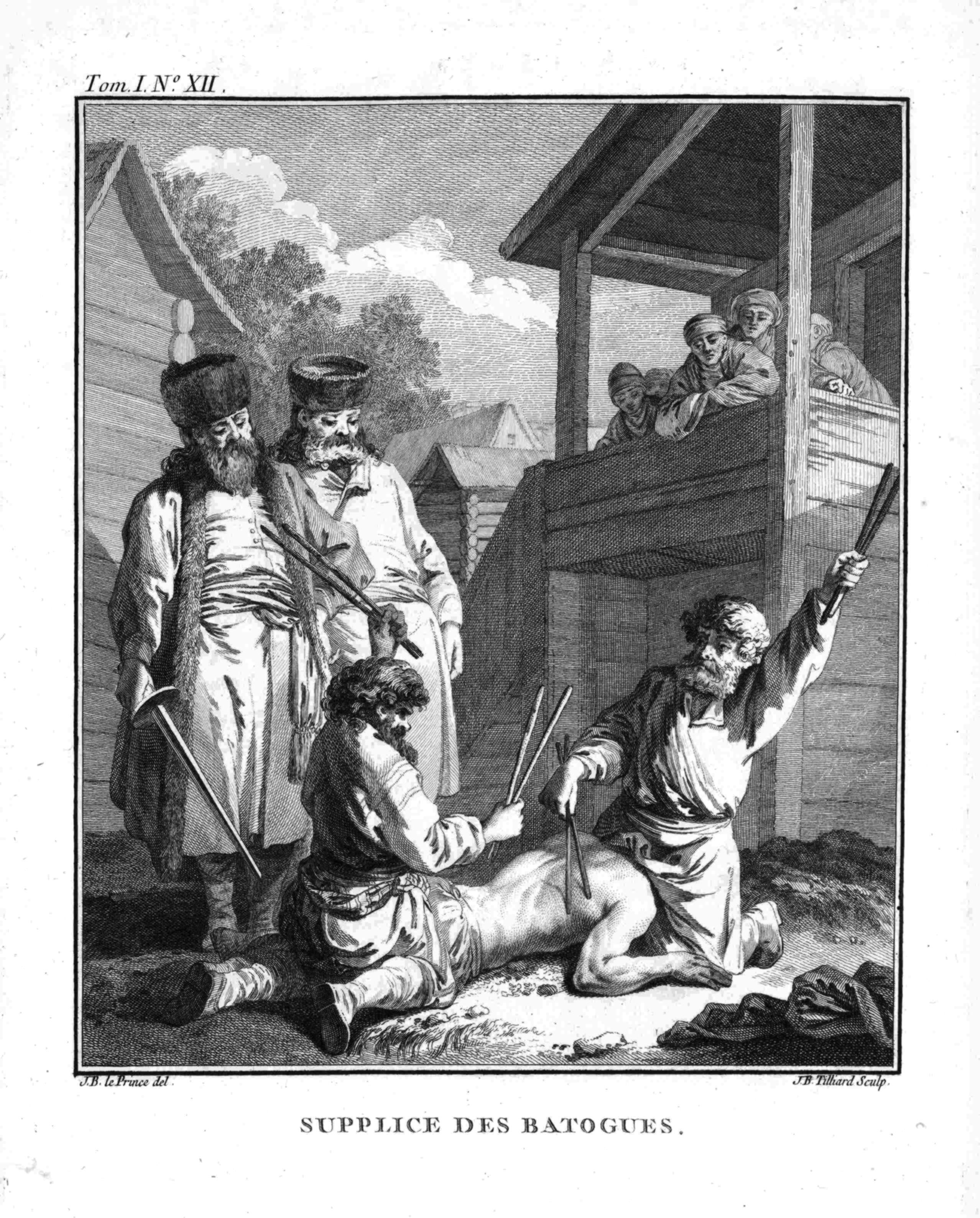
Batog, châtiment corporel de l'empire russe

Un  batog est une tige ou bâton d'environ l'épaisseur d'un doigt d'homme traditionnellement utilisé comme châtiment corporel en Russie. Le condamné est étendu le visage au sol avec le dos exposé tandis que deux hommes sont assis sur lui, l'un tenant les bras, l'autre les jambes. Les deux hommes commencent alors à frapper la victime sur le dos, en remplaçant les batons s'ils rompent, jusqu'à ce qu'ils reçoivent l'ordre d'arrêter. La peine n'est généralement pas fatale. Pierre le grand utilise cette forme de punition, ainsi que des mesures beaucoup plus sévères telles que la roue[réf. nécessaire], au cours de la révolte des streltsy en 1698.